# باريش ألبير يلماز
باريش ألبير يلماز (بالتركية: Barış Alper Yılmaz)‏ هو لاعب كرة قدم تركي، ولد في 23 مايو 2000 في إكزدرة ‏ في تركيا.

## وصلات خارجية
- باريش ألبير يلماز على موقع الاتحاد الأوربي (الإنجليزية)
- باريش ألبير يلماز على موقع اتحاد تركيا (لاعب) (الإنجليزية)
- باريش ألبير يلماز على موقع قاعدة بيانات كرة القدم.إي يو (الإنجليزية)
- باريش ألبير يلماز على موقع ناشيونال فوتبول تيمز (الإنجليزية)
- باريش ألبير يلماز على موقع Soccerway.com (الإنجليزية)